# Les Lacs Du Connemara/Je Viens Du Sud
Les Lacs Du Connemara/Je Viens Du Sud è un singolo di Michel Sardou, pubblicato nel 1981, estratto dall'album Les Lacs Du Connemara.

## Antefatti
Il brano musicale Les Lacs du Connemara è stato scritto e composto a Saint-Georges-Motel, nella proprietà di Michel Sardou. A causa del caldo e di un lungo viaggio, il sintetizzatore Sequential Prophet 10 di Jacques Revaux ha prodotto un suono simile a quello di una cornamusa, che ha dato a Sardou l'idea di scrivere una canzone scozzese. Poiché né lui né Pierre Delanoe conoscevano la Scozia, Delanoe cercò una documentazione, non trovò nulla sulla Scozia, ma tornò con un opuscolo turistico sull'Irlanda e sui laghi del Connemara, che Michel Sardou non aveva mai visitato.
Il testo è ispirato al film Un uomo tranquillo di John Ford, che rappresenta un matrimonio irlandese, lasciando sullo sfondo il conflitto tra protestanti e cattolici.
Evoca anche vari elementi della cultura irlandese:
- paesaggi selvaggi fatti di brughiere, a volte inospitali ;
- un clima temperato, molto nuvoloso e ventoso, data la vicinanza all'Atlantico;
- i laghi (lough), numerosi sull'isola, rinomati nel Connemara ;
- nomi di città : Limerick (dove c'è una chiesa di granito), Tipperary, Ballyconneely, Galway;
- cognomi (come Connor, Flaherty dal Ring of Kerry ) e nomi (come Maureen, Sean) ;
- i Gaeli, gruppo etnolinguistico dell'Irlanda e della Scozia;
- Oliver Cromwell, militare e politico inglese che conquistò l'isola tra il 1649 e il 1653, provocando massacri e rendendo questo episodio uno dei più oscuri della storia d'Irlanda ;
- i pony Connemara, cavalli di razza;
- conflitti religiosi tra cattolici e protestanti;
- la divisione dell'isola in due entità distinte : la Repubblica d'Irlanda e l'Irlanda del Nord;
- le guerre di indipendenza intraprese contro l'Inghilterra, che scandirono per secoli la storia dell'isola.

Ritenendo la canzone troppo lunga (più di 6 minuti), Michel Sardou non ha voluto pubblicarla. Fu Jacques Revaux a convincerlo.

## Tracce
I testi di entrambi i brani musicali presenti nel singolo sono di Pierre Delanoë e Michel Sardou, con musiche di Jacques Revaux. Il brano musicale Les Lacs du Connemara è stato suonato dalla London sinphony orchestra, diretta da Harry Rabinowitz.
Lato A
1. Les Lacs du Connemara – 6:01

Lato B
1. Je Viens Du Sud – 4:02

## Formazione
- Michel Sardou - voce
- Roger Loubet — arrangiamenti orchestrali
- Éric Bouad — arrangiamenti ritmici
- London Symphonic Orchestra — orchestra
- Cori della London Symphonic Orchestra - cori
- Harry Rabinowitz — direttore d'orchestra

## Successo commerciale
Il 45 giri composto Les Lacs Du Connemara/Je Viens Du Sud ha venduto più di un milione di copie in Francia. Il singolo entra tra le prime 20 canzoni settimanali al 12° posto dal 14 novembre 1981. Due settimane dopo, raggiunge il 2º posto. ll 5 dicembre 1981 prende il primo posto in classifica, superato il 19 dicembre 1981 da JJ Lionel con La danza delle anatre .

## Les Lacs du Connemaranella cultura di massa
Il 15 novembre 2011, in occasione del 30 anniversario della canzone Les Lacs du Connemara, Paul Kavanagh, ambasciatore irlandese a Parigi, consegna simbolicamente le chiavi del Connemara a Michel Sardou.
La canzone Les Lacs du Connemara ha conosciuto una rinascita di popolarità nella comunità studentesca dagli anni 2000. Les Lacs du Connemara, acclamato per la sua struttura musicale in evoluzione, viene spesso suonato alla fine delle feste studentesche.
Nelle Fiandre, la canzone viene spesso suonata ai matrimoni all'ora della torta, quando gli ospiti hanno la tradizione di far roteare i tovaglioli sopra la testa,.
La canzone ha anche un impatto turistico, in quanto si stima che abbia causato 350.000 visite aggiuntive nel Connemara. L'Abbazia di Kylemore, la principale attrazione turistica della regione, ha il 20 % di visitatori francesi e le visite guidate sono offerte in questa lingua. Dei 350.000 francesi che visitano l'Irlanda ogni anno, più della metà si reca nel Connemara.

### Cover
La canzone Les Lacs du Connemara è stata interpretata in particolare da :
- il gruppo olandese Band Zonder Naam, con il titolo Le Lac du Connemara, nel 1996 ;
- Herbert Léonard, nell'album Cantano Sardou nel 1998 ;
- Patricia Kaas, Patrick Fiori e Garou, per lo spettacolo Ultima edizione prima dell'anno 2000 di Les Enfoirés, nel 1999 ;
- Parla &amp; Pardoux, con il titolo Liberté, nel 2002 ; Rilevata da Catherine Ribeiro-Théâtre Toursky Marsiglia-2002.
- Morgan Auger, Sandy, Radia Bensarsa, Hoda, Grégory Lemarchal e John Eyzen, nella stagione 4 di Star Academy, nel 2004 ;
- Rob de Nijs, in olandese, con il titolo Wieringerwaard, nel 2008 ;
- Willy Sommers, in olandese, come Vogelvrij, nel 2010 ;
- The Priests, nell'album Gloria, nel 2011 ;
- I Guignols de l'info, in novembre 2014 a L'Esprit Canal, per celebrare i 30 anni di Canal+;
- Kids United, nell'album Sardou et nous, nel 2017.

### Versioni live
Il brano Les Lacs du Connemara è stato suonato in tutti i concerti a partire dal 1983. Appare, inoltre, su tutti gli album dal vivo pubblicati da quella data. Ha aperto il tour nel 2001 e lo ha chiuso nel 1983, 1985, 2012-2013 e nel tour finale The Last Dance nel 2017-2018.

## Certificazioni
| Paese          | Certificazione | Data |
| -------------- | -------------- | ---- |
| Francia (SNEP) | Platino        | 1981 |